# Caloptilia pseudoaurita
Caloptilia pseudoaurita är en fjärilsart som beskrevs av Paolo Triberti 1989. Caloptilia pseudoaurita ingår i släktet Caloptilia och familjen styltmalar.
Artens utbredningsområde är:
- Ghana.
- Nigeria.

Inga underarter finns listade i Catalogue of Life.